# Anne Heche
Anne Heche   (Aurora, 25 de maig de 1969 - Los Angeles, 11 d'agost de 2022) fou una actriu estatunidenca. La seva filmografia principal com a actriu inclou títols com ara Coacció a un jurat (1996), Si les parets parlessin (1996), Donnie Brasco (1997), Volcano (1997), I Know What You Did Last Summer (1997), La cortina de fum (1997), Six Days, Seven Nights (1998), Retorn al paradís (1998), Psycho (1998), Prozac Nation (2001), John Q (2002), Birth (2004), The Other Guys (2010), Rampart (2011). Com a directora, va dirigir el segment "2000" de Si les parets parlessin 2 (2000).

## Biografia
Va començar la seva carrera com a actriu als 12 anys en un cafè teatre per contribuir a la subsistència familiar. Tres anys més tard va ser descoberta per un caçatalents que li va oferir participar en la sèrie As the World Turns, cosa que va rebutjar per seguir ajudant la seva família. Als 17 anys, diplomada en l'institut, es va traslladar a Nova York per actuar en la sèrie Another World, en el paper de les bessones Vicki Hudson Frame i Marley McKinnon. La seva actuació durant quatre anys li va valer un Daytime Emmy Award el 1991.
Aquest mateix any va abandonar la sèrie per començar la seva carrera cinematogràfica. Després d'actuar en una sèrie de pel·lícules sense més rellevància, van arribar Walking and talking (1996) i Coacció a un jurat (1996), al costat de Demi Moore.
La seva actuació com a esposa de Johnny Depp en Donnie Brasco (1997) li va valer diverses crítiques positives, com també les seves actuacions en Volcano (1997), al costat de Tommy Lee Jones, i La cortina de fum (1997) al costat de Robert De Niro i Dustin Hoffman.
On més es va donar a conèixer va ser en la comèdia romàntica Six Days, Seven Nights (1998) dirigida per Ivan Reitman, al costat d'Harrison Ford. També va intervenir en Psycho (1998), el remake d'una de les obres més conegudes d'Alfred Hitchcock, Psicosis (1960). En aquesta pel·lícula interpreta a Marion Crane, paper que abans havia interpretar Janet Leigh.

## Vida personal
Va ser parella durant dos anys de Steve Martin, i posteriorment del músic Lindsey Buckingham, de Fleetwood Mac.
El 1997, va entaular una relació amb la comediant Ellen DeGeneres. La parella, que fins i tot va dir que si a Vermont fossin legals els matrimonis homosexuals es casarien, va trencar tres anys més tard i Heche va iniciar una relació amb el càmera Coleman Laffon, amb el qual es va casar i va tenir un fill: Homer (2002). El matrimoni es va divorciar el 2007 i alguns diuen que va ser a causa d'un presumpte affair d'ella amb el seu aleshores company James Tupper, de Men in trees (ABC).
El 6 d'agost de 2022 va patir un greu accident de trànsit en xocar el cotxe que conduïa contra una casa que, arran del cop, es va incendiar i els bombers van trigar més d'una hora en poder treure el seu cos i traslladar-la en estat crític a un hospital proper. Moria als pocs dies, el 12 d'agost.

## Filmografia

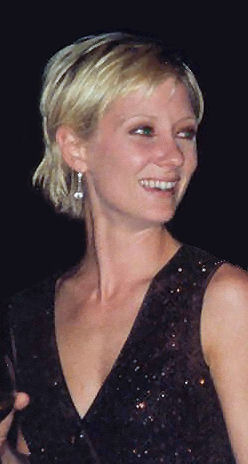
Heche als 49 premis Emmy (Setembre 1997)

Les seves pel·lícules i sèries de televisió més destacades són:
| Any  | Pel·lícula                                            | Paper                | Notes                               |
| ---- | ----------------------------------------------------- | -------------------- | ----------------------------------- |
| 1993 | An Ambush of Ghosts                                   | Denise               |                                     |
| 1993 | The Adventures of Huck Finn                           | Mary Jane Wilks      |                                     |
| 1994 | I'll Do Anything                                      | Claire               |                                     |
| 1994 | Milk Money                                            | Betty                |                                     |
| 1994 | A Simple Twist of Fate                                | Companya de Tanny    | Sense crèdits                       |
| 1996 | Coacció a un jurat (The Juror)                        | Juliet               |                                     |
| 1996 | Wild Side                                             | Alex Lee/Johanna     |                                     |
| 1996 | Pie in the Sky                                        | Amy                  |                                     |
| 1996 | Walking and Talking                                   | Laura                |                                     |
| 1997 | Donnie Brasco                                         | Maggie Pistone       |                                     |
| 1997 | Volcano                                               | Dr. Amy Barnes       |                                     |
| 1997 | I Know What You Did Last Summer                       | Melissa 'Missy' Egan |                                     |
| 1997 | La cortina de fum (Wag the Dog)                       | Winifred Ames        |                                     |
| 1998 | Psycho                                                | Marion Crane         |                                     |
| 1998 | Retorn al paradís (Return to Paradise)                | Beth Eastern         |                                     |
| 1998 | Six Days, Seven Nights                                | Robin Monroe         |                                     |
| 1999 | The Third Miracle                                     | Roxane               |                                     |
| 2000 | Més enllà de la sospita (Auggie Rose)                 | Lucy                 | També coneguda com Beyond Suspicion |
| 2001 | Prozac Nation                                         | Dr. Sterling         |                                     |
| 2002 | John Q.                                               | Rebecca Payne        |                                     |
| 2004 | Birth                                                 | Clara                |                                     |
| 2004 | Gracie's Choice                                       | Rowena Lawson        |                                     |
| 2005 | Sexual Life                                           | Gwen                 |                                     |
| 2007 | What Love Is                                          | Laura                |                                     |
| 2007 | Suffering Man's Charity                               | Helen                |                                     |
| 2007 | Superman: Doomsday                                    | Lois Lane            | Veu                                 |
| 2008 | Toxic Skies                                           | Dr. Tess Martin      |                                     |
| 2009 | American Playboy                                      | Samantha             |                                     |
| 2011 | Cedar Rapids                                          | Joan Ostrowski-Fox   |                                     |
| 2013 | Save Me                                               | Wendy                |                                     |
| 2014 | Avatar, la llegenda de la Korra (The Legend of Korra) | Suyin Beifong        | Veu. Sèrie de televisió             |
| 2015 | Wild Card                                             | Roxy                 |                                     |